# Давлесов, Насыр Давлесович
Насы́р Давле́сович Давле́сов (кирг. Насыр Дөөлөс уулу Дөөлөсов; 25 марта 1929, Кара-Булак, Киргизская АССР — 12 июня 2011, Бишкек) — советский киргизский композитор, Народный артист Киргизской ССР (1974). Член КПСС с 1962 года.

## Биография
Родился 15 марта 1929 года в селе Кара-Булак (ныне Кеминского района Чуйской области Кыргызстана).
В 1944 году поступил в оркестр народных инструментов, возглавляемый П. Ф. Шубиным. В 1956 г. окончил Московскую государственную консерваторию имени П. И. Чайковского по специальности оперно-симфоническое дирижирование (ученик А. П. Чугунова).
С 1956 года — главный дирижёр Оркестра киргизских народных инструментов имени К. Орозова, с 1961 года — дирижёр, в 1983—1985 годах — главный дирижёр Киргизского театра оперы и балета. Дирижировал более чем в 20 постановках. Среди них: «Евгений Онегин» П. И. Чайковского, «Русалка» А. С. Даргомыжского, «Богема» Дж. Пуччини, балеты «Лебединое озеро» П. И. Чайковского, «Дон Кихот» Л. Минкуса, «Спартак» А. И. Хачатуряна, «Бахчисарайский фонтан» Б. Асафьева, а также произведений национальных авторов — В. Власова, А. Малдыбаева, В. Фере, М. Абдраева, А. Аманбаева, М. Раухвергера, К. Молдобасанова, Ч. Нурымова. Концертные программы, подготовленные под его руководством, получили высокую оценку в Канаде, Сирии, Эфиопии, Дании, Швейцарии.
Автор более 200 песен, романсов, хоров, кантат, музыкальной комедии «Осторожно, невеста», оперы «Курманбек». Является соавтором Государственного гимна Киргизской Республики (1992). В 1971—1983 годах — ректор Кыргызского института искусств им. Б. Бейшеналиевой, с 1985 года — заведующий кафедрой народных инструментов Киргизского государственного института искусств имени Б. Бейшеналиевой.
Умер 12 июня 2011 года в Бишкеке на 83-м году жизни.Похоронен на Ала-Арчинском кладбище.

## Награды и звания
- орден «Знак Почёта» (1 ноября 1958)
- Народный артист Киргизской ССР (1974)
- Государственная премия Киргизской ССР имени Токтогула Сатылганова (1978)
- орден Трудового Красного Знамени (14 марта 1979)
- орден «Манас» I (2003)[2] и III (1999)[3] степени.
- медаль «Данк» (2009)[4]
- Почётный гражданин города Бишкек[5].